# Diles heirguor chembre
 (mars 2025).
Diles heirguor chembre (Dilès l'exilé de Cambrie), est un noble breton, probablement vicomte de Cornouaille et proche allié du duc Alain Barbetorte.

## Biographie
Il s’agit probablement d’un compagnon d’exil du futur duc Alain Barbetorte lors des invasions vikings qui ravage la Bretagne, avant la reconquête du territoire par le futur duc après 936. Cette hypothèse est déduite de son surnom heirguor chembre qui sous-entend qu’il aurait été exilé en Cambrie  dans l’ouest de l’actuelle Angleterre.
Mentionné dans le cartulaire de l'abbaye Saint-Guénolé de Landévennec comme étant comte de Cornouaille, il est selon Jean-Paul Soubigou probable qu’il était simplement vicomte de Cornouaille ou du Poher. Il aurait été possessionné du côté du Cap Caval toujours selon le cartulaire de Landevennec et aurait fait de nombreuses donations à cette abbaye entre 940 et 952. Il est supposé qu’il est obtenu les terres de l’ouest de la Bretagne (Cornouaille et Léon) du duc lui-même dans le but de les protéger des invasions Viking. Il est aussi témoin de la donation de l’église de Batz-sur-Mer par le duc Alain II à cette même abbaye.
Il est aussi considéré selon Jean-Paul Soubigou, historien de la Bretagne comme étant le probable grand-père maternelle de Budic de Cornouaille et probable ancêtre des vicomtes de Léon. Les deux branches se seraient partagé son domaine à sa mort.